# Saint-Ellier-les-Bois
Saint-Ellier-les-Bois är en kommun i departementet Orne i regionen Normandie i nordvästra Frankrike. Kommunen ligger i kantonen Carrouges som tillhör arrondissementet Alençon. År 2022 hade Saint-Ellier-les-Bois 257 invånare.

## Befolkningsutveckling
Antalet invånare i kommunen Saint-Ellier-les-Bois
| Referens: INSEE |